# Коренное (озеро)
Коренное — пресноводное озеро в Таймырском Долгано-Ненецком районе Красноярском крае России, в правобережье реки Пясина, к северо-востоку от озера Пясино.

## Общие сведения
Имеет овальную форму, береговая линия слабо изрезана. Высота над уровнем моря — 34 м. Площадь озера — 27 км², водосборная площадь — 82,8 км². Длина с запада на восток составляет около 7,9 км, с юга на север — 4,8 км.

## Описание
Впадает несколько ручьёв. На северо-западе вытекает река Малая Коренная, впадающая в Пясину. Два небольших острова в западной части недалеко от берега и один — в южной. В северной части водоёма — обширные отмели. Берега пологие, покрытые тундровой растительностью, местами заболочены. Множество мелких озёр в окрестности. Населённые пункты на озере отсутствуют.